# Buscando una sonrisa
Buscando una sonrisa es el título del cuarto álbum de estudio grabado por el artista mexicano José José. Fue lanzado al mercado bajo el sello discográfico RCA Víctor en 1971. El álbum fue producido de nueva cuenta por Ignacio González, quien ya trabajó en los 3 álbumes anteriores del intérprete Cuidado (1969), La nave del olvido (1970) y El triste (1970), respectivamente.
Al mismo tiempo de su lanzamiento, debuta en el mundo del cine, con el filme del mismo título, utilizando como el banda sonora de la misma película los temas: Buscando una sonrisa, Hoy cuando tú no estás, Llegaste a mí, Amor mío, La barca, Dos rosas y Cosas imposibles.

## Lista de canciones[1][2]
| Buscando una sonrisa |                             |                                  |          |  |
| N.º                  | Título                      | Escritor(es)                     | Duración |  |
| 1.                   | «Buscando una sonrisa»      | Jonathan Zarzosa                 | 3:20     |  |
| 2.                   | «Solo amor»                 | Rafael Macías Cruz               | 3:30     |  |
| 3.                   | «Llegaste a mí»             | Alfonso Ontiveros · E. Salas     | 2:26     |  |
| 4.                   | «Amor mío»                  | Álvaro Carrillo                  | 3:13     |  |
| 5.                   | «En una tarde de verano»    | Alfonso Ontiveros · E. Salas     | 3:20     |  |
| 6.                   | «Dos rosas»                 | Memo Salamanca · Sergio Esquivel | 3:21     |  |
| 7.                   | «Hoy cuando tú ya no estás» | Alfonso Ontiveros · E. Salas     | 3:25     |  |
| 8.                   | «Cosas imposibles»          | Armando Manzanero                | 3:00     |  |
| 9.                   | «La primera vez»            | Enrique "Coqui" Navarro          | 2:38     |  |
| 10.                  | «La barca»                  | Roberto Cantoral                 | 3:49     |  |

## Créditos y personal[1]
- José José - Voz
- Chucho Ferrer - Arreglos y dirección en pistas 1, 4, 5, 6, 9 y 10.
- Eduardo Magallanes - Arreglos y dirección en pista 2.
- Mario Patrón - Arreglos y dirección en pistas 3, 7 y 8.
- Ignacio González - Dirección y producción.
- Gonzalo Sosa - Dirección Fotografía.